# هادي فياض
السيّد هادي بن حسين بن موسى فيّاض (1912 - 1992) (1328 - 1413 هـ) فقيه شيعي ومدرس جامعي وشاعر عراقي. ولد في النجف، وقرأ مبادئ العلوم على كبار أساتذتها، ثم تعلّم الأصول والفقه الجعفري. ثم اندفع يكافح في الحياة الاجتماعية والأدبية، فساهم في بعض المؤسسات الصالحة كجمعية منتدى النشر التي ولي إدارتها منذ تأسيسها، فكان له أثر كبير في إنعاش الروح التربويّة والأخلاقية لدى الناشئة، ثم أصدر مجلة النجف وحرّر في جريدة الهاتف. شعره جيّد نظمه في عدد من المناسبات المختلفة. 

## سيرته
ولد السيّد هادي بن حسين بن موسى بن جابر فيّاض سنة 1328 هـ/ 1912م في النجف ونشأ بها. قرأ الفقه الجعفري والأصول والعربية بكل فروعها بما في ذلك علوم الفصاحة والبلاغة والبديع كما درس المنطق ثم تحول إلى دراسة الفقه والحديث، وعد في هذه العلوم من المحصلين ومن المؤهلين لتدريسها على وفقه ما أشارت إليه الشهادة العلمية التي منحها له مرتضى آل ياسين. 

كان له نزعة اصلاحية في حدود ما كان يتعلق بمحيطه، فعمل مع زميله موسى بحر العلوم على تشكيل جمعية منتدى النشر التي كان لها فروع في الحلة وكربلاء والكاظفمية، وكان منها الابتدائية والثانوية والكلية مما تتفق في مناهجها مع مناهج مدارس الدولة بزيادة الاهتمام في العربية والتاريخ والدين، وكان لها كيان خياص، وكان الفياض الشخص الثاني بعد محمد رضا المظفر في إدارتها. 

وفي عام 1970 انتخب عميداً لكلية الفقه واستمر بعمادتها إلى 1978، نشر أبحاثه وكتاباته في الصحف النجفية ولا سيما الهاتتف التي حرر فيها أربع سنوات كسكرتير تحرير، كما أصدر مجلة النجف التي استمرت خمس سنوات. 

توفي سنة 1992 م/ 1413 هـ.

## شعره
ذكره عبد العزيز البابطين في معجمه وقال عنه «نظم على الموزون المقفى في الأغراض المألوفة، وارتبط بالمناسبات المختلفة، مثل: العزاء والتأبين والتهنئة بتقلد المناصب، كما نظم في المراسلات وشطر القصائد، وضمّن قصائده أبياتًا لبعض الشعراء القدماء. تميزت لغته بالجزالة ووضوح المعنى. صوره قليلة وخياله متوازن بين القديم والجديد، وله قطعة في وصف الفيضان وأثره على منطقة الناصرية تبرز نزعته الأخلاقية ودعوته الإصلاحية.» 

## مؤلفاته
- كتاب في الإمامة